# Riksväg 56
Der Riksväg 56 ist eine schwedische Fernverkehrsstraße (nationell stamväg) in Östergötlands län, Södermanlands län, Västmanlands län, Uppsala län und Gävleborgs län.

## Verlauf

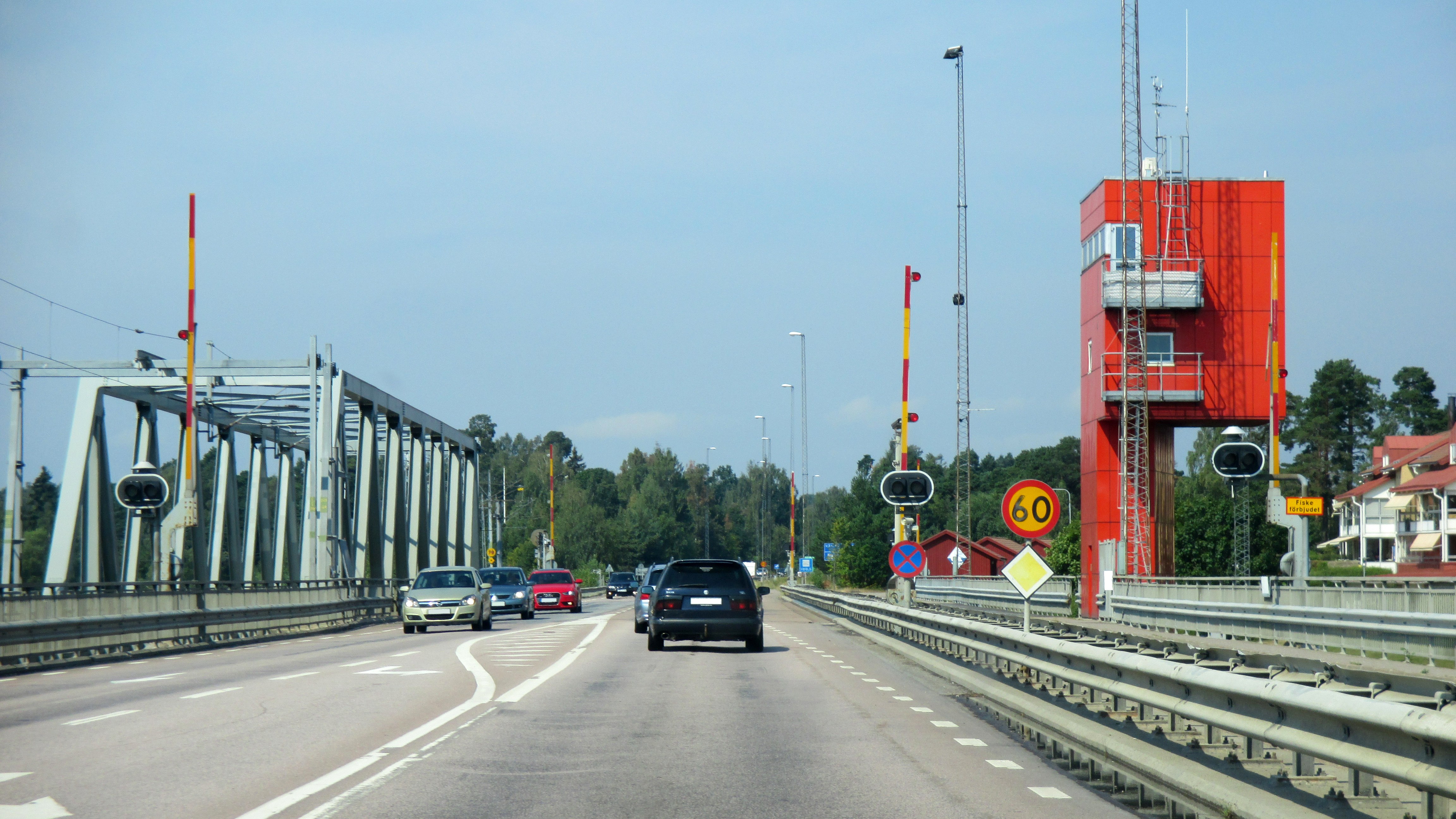
Die Brücke von Kvicksund

Die auch unter dem Namen Räta linjen bekannte Straße führt von Norrköping, wo sie gemeinsam mit dem Riksväg 55 nach Norden vom Europaväg 4 abzweigt, über Katrineholm (hier Trennung vom Riksväg 55) und weiter über den Hjälmare-Sund und Alberga (mit Abzweig des Länsväg 230) nach Arboga. Von dort aus verläuft sie über 31 km gemeinsam mit dem Europaväg 20 nach Osten und verlässt diesen wieder in Tumbo westlich von Eskilstuna. Von dort aus setzt sie ihren Weg über die Seeenge zwischen den Seen Mälaren und Galten bei Kvicksund fort, erreicht bei Dingtuna den Europaväg 18 und verläuft mit diesem gemeinsam nach Västerås. Dort trennt sie sich wieder von der Europastraße und führt nach Norden nach Sala. Dort kreuzt sie den Riksväg 70. Ihre Fortsetzung führt gemeinsam mit dem Riksväg 72 nach Osten nach Heby und von dort weiter nach Norden an Tärnsjö und Hedesunda vorbei nach Valbo westlich von Gävle, wo sie auf den Europaväg 16 trifft und an diesem endet.
Die Länge der Straße beträgt rund 295 km, davon 47 km gemeinsam mit dem Riksväg 55, 31 km gemeinsam mit dem Europaväg 20, 16 km gemeinsam mit dem Europaväg 20  und 15 km gemeinsam mit dem Riksväg 72.

## Geschichte
Die Straße trägt ihren derzeitigen Namen auf ihrer vollen Länge seit dem Jahr 2007.